# Amalafrida
Amalafrida (en gotique : 𐌰𐌼𐌰𐌻𐌰𐍆𐍂𐌹𐌳𐌰), également connue sous le nom d’Amalafreda ou encore d’Amalefrède (née vers 455-460 en Pannonie dans le royaume ostrogoth et morte vers 523-525 à Carthage dans le royaume vandale), est une membre de la noblesse ostrogothe puis vandale du Ve siècle et VIe siècle de la dynastie des Amales, connue pour avoir été la reine des Vandales et des Alains d'Afrique.
Elle est la sœur de Théodoric le Grand, roi des Ostrogoths d'Italie et épouse de Thrasamund, roi des Vandales de 496 à 523.

## Biographie
Amalafrida ou Amalefrède (née en Pannonie avant que son peuple ne migre vers l'Italie), est la fille de Théodemir, roi des Ostrogoths et de son épouse Ereuleva, ainsi que la sœur de Théodoric le Grand.
En l'an 500, pour resserrer les liens qui l'unissent aux Vandales d'Afrique, Théodoric arrange le mariage de sa sœur Amalafrède avec Thrasamund, roi des Vandales, à Rome.
Elle apporte à son mari une importante dot, comprenant notamment le promontoire de Lilybée en Sicile, et emmène avec elle une escorte de 5 000 seigneurs goths qui lui servent de garde ainsi que 1 000 hommes formant sa suite. Ce mariage fait de Thrasamund le plus grand de tous les rois vandales ayant régné à Carthage depuis Genséric.
Après la mort de Thrasamund en 523, son cousin et successeur, Hildéric, ordonne le retour de tous les évêques catholiques en exil et de Boniface, un ardent défenseur de l'orthodoxie et évêque de l'Église africaine.

En réponse, Amalfrida, adepte de l'arianisme, dirige une révolte composée de Maures, et engage la bataille à Capsa (actuelle Gafsa), à environ 350 km au sud de Carthage à la lisière du désert libyen.
Cependant, Hildéric remporte la bataille, puis fait ensuite arrêter la reine et massacrer sa garde gothique composée de 5 000 Goths. Amalafrède songe un moment à rallier des tribus berbères amies, mais un incident l'en empêche. Elle meurt assassinée en prison vers 527.

## Famille

### Mariage et enfants
D'une première union avec un homme inconnu (peut-être un roi franc nommé Hugo selon certaines sources), elle eut :
- Théodat, roi des Ostrogoths ;
- Amalaberge (épouse d'Hermanfred, roi de Thuringe).

D'une seconde union à Rome avec Thrasamund, roi des Ostrogoths, elle eut :
- Amfleda.

Selon Alessia Fassina, Amalafrida serait la mère de Fridamal, un jeune noble vandale cité dans deux poèmes de Luxorius. Le nom Fridamal serait la forme spéculaire d'Amalafrida.